# Mistrovství světa v ledním hokeji 2010
74. ročník Mistrovství světa v ledním hokeji probíhal ve dnech 7.–23. května 2010 v německých městech Kolín nad Rýnem (stadion Lanxess Arena) a Mannheim (stadion SAP-Arena). Zahajovací zápas (USA – Německo, skupina D) se konal na fotbalovém stadionu Veltins-Arena, na kterém hraje své domácí zápasy tým bundesligy FC Schalke 04 a bylo dosaženo nového diváckého rekordu, který činil 77 803 diváků. Ve finále zvítězili reprezentanti České republiky nad Ruskem 2:1 a stali se po 5 letech mistry světa, zároveň zabránili Rusku získat zlatý hattrick.

## Výběr pořadatelské země
O pořádání 74. ročníku MS v ledním hokeji právě v Německu bylo rozhodnuto na základě hlasování 13. května 2005 ve Vídni výrazným poměrem hlasů 89 ku 18.
Kandidující státy:
| Země      | Počet hlasů             |
| --------- | ----------------------- |
| Německo   | 89                      |
| Bělorusko | 18                      |
| Švédsko   | Země vzdala kandidaturu |
| Slovensko | Země vzdala kandidaturu |

## Účastníci

### Kvalifikováni jako nesestupující účastníciminulého MS
- Rusko
- Kanada
- Švédsko
- USA
- Finsko
- Česko
- Lotyšsko
- Bělorusko
- Švýcarsko
- Slovensko
- Norsko
- Francie
- Dánsko

### Kvalifikováni jako postupující zI. divize
- Kazachstán
- Itálie

### Kvalifikováni jako pořadatelé
- Německo

## Arény
| Kolín nad Rýnem                | Mannheim                   | Gelsenkirchen                  |
| Lanxess Arena Kapacita: 18 500 | SAP Arena Kapacita: 13 600 | Veltins-Arena kapacita: 76 152 |
|                                |                            |                                |

## Rekordní návštěva
Zahajovací zápas (USA-Německo, skupina D) se konal na fotbalovém stadionu Veltins-Arena, na kterém hraje své domácí zápasy tým Bundesligy FC Schalke 04 a bylo dosaženo nového diváckého rekordu, který činil 77 803 diváků. Zde také Německo dosáhlo překvapivého vítězství nad USA 2:1 v prodloužení.

## Překvapení turnaje

### „Dánský hokejový zázrak“
V základní skupině D překvapil[zdroj?] hlavně tým Dánska, kterému se podařilo porazit Finy 4:1, Američany 2:1 a první prohru měli Dánové až s Němci. V osmifinále se však jejich výkon postupně zhoršoval, sice porazili Slováky viditelným výsledkem 6:0, ale nestačili na Rusy (1:6) a Bělorusy (1:2), přesto se jim podařilo postoupit poprvé v historii do čtvrtfinále, kde Dánové turnaj pro sebe zakončili prohrou se Švédy 2:4.

### Úspěch německého týmu
Německo postoupilo do čtvrtfinále a tam porazilo Švýcarsko 1:0. V semifinále se utkalo s Ruskem, kde bylo rozhodnuto o ruské výhře teprve gólem skoro na konci zápasu, který vstřelil Pavel Dacjuk. Němci se utkali se Švédy o bronz, kde prohráli 1:3.

### Propadák USA
Americký tým se překvapivě[zdroj?] dostal do skupiny o udržení, kterou vyhrál.

## Základní skupiny

### Základní skupina A

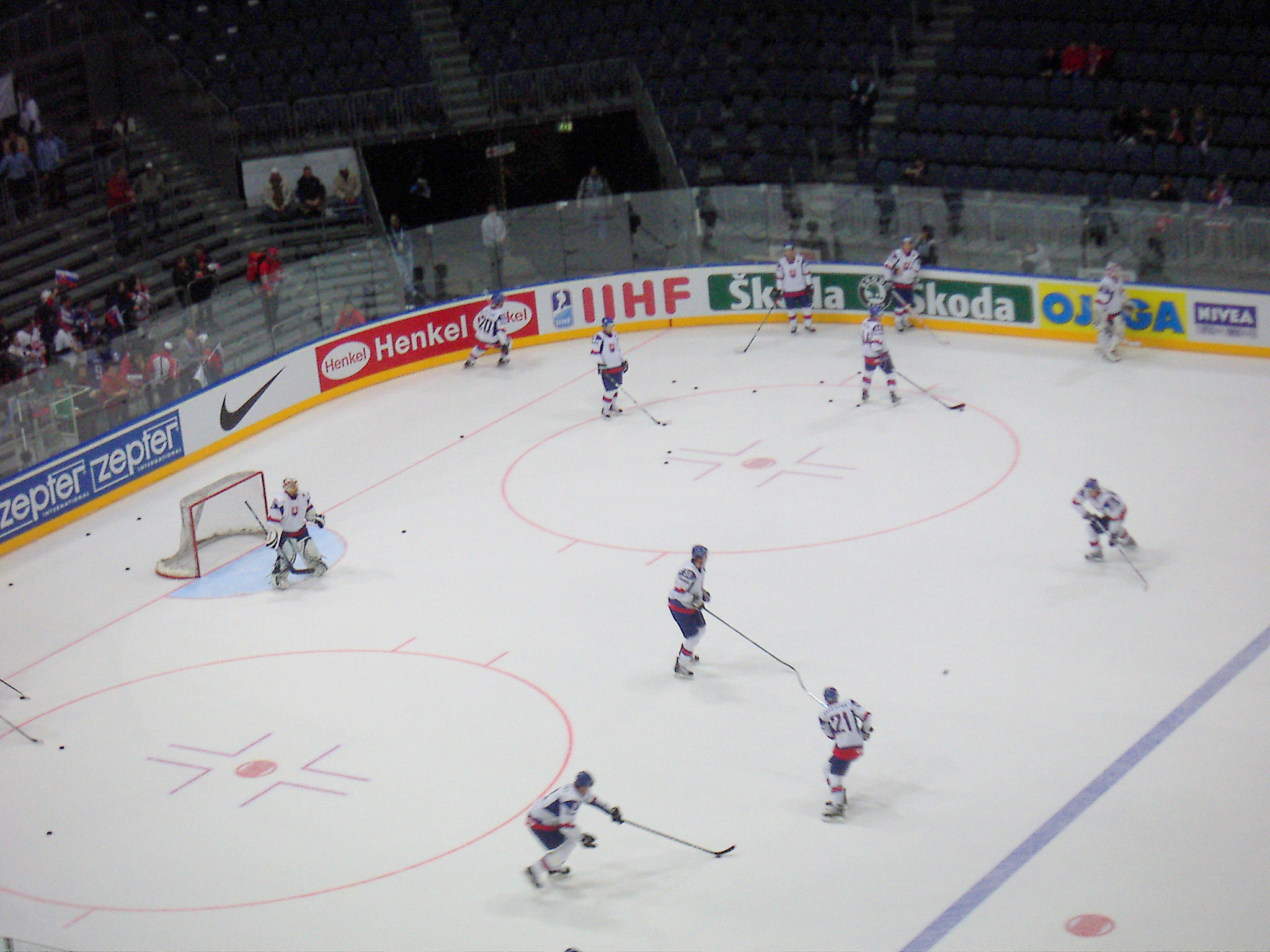
Zápas Slovensko - Bělorusko

| P | Tým        | Z | V | VP | PP | P | GV | GI | +/- | B |
| - | ---------- | - | - | -- | -- | - | -- | -- | --- | - |
| 1 | Rusko      | 3 | 3 | 0  | 0  | 0 | 10 | 3  | +7  | 9 |
| 2 | Slovensko  | 3 | 2 | 0  | 0  | 1 | 10 | 6  | +4  | 6 |
| 3 | Bělorusko  | 3 | 1 | 0  | 0  | 2 | 8  | 9  | -1  | 3 |
| 4 | Kazachstán | 3 | 0 | 0  | 0  | 3 | 4  | 14 | -10 | 0 |

| 9. květen 2010 | Bělorusko | 5 – 2                   | Kazachstán | Lanxess Arena, Kolín nad Rýnem |
| 16:15          | Bělorusko | (0 – 0 , 2 – 2 , 3 – 0) | Kazachstán |                                |

| Souhrn zápasu Report | Souhrn zápasu Report                                                                                               | Souhrn zápasu Report | Souhrn zápasu Report                           | Souhrn zápasu Report                                                                        |
| -------------------- | --- | -------------------- | ---------------------------------------------- | ------------------------------------------------------------------------------------------- |
|                      | 32:09' Dmitrij Meleško 33:39' Michail Stefanovič 44:21' Alexej Kaljužnyj 50:14' Ruslan Salej 58:20' Sergej Děmagin |                      | 20:17' Dmitrij Dudarev 30:30' Vladimir Antipin | Diváků: 6 125 Rozhodčí: Ole Hansen Rick Looker Čárový/í rozhodčí: Ansis Eglitis Andrij Kiča |

| 9. květen 2010 | Slovensko | 1 – 3                   | Rusko | Lanxess Arena, Kolín nad Rýnem |
| 20:15          | Slovensko | (0 – 1 , 0 – 1 , 1 – 1) | Rusko |                                |

| Souhrn zápasu Report | Souhrn zápasu Report | Souhrn zápasu Report | Souhrn zápasu Report                                                 | Souhrn zápasu Report                                                                                     |
| -------------------- | -------------------- | -------------------- | -------------------------------------------------------------------- | --- |
|                      | 43:51' Ivan Majeský  |                      | 14:51' Maxim Afinogenov 29:23' Alexandr Ovečkin 59:06' Viktor Kozlov | Diváků: 18 522 Rozhodčí: Marc Muylaert Patrik Sjoberg Čárový/í rozhodčí: Daniel Bechard Peter Sabelstrom |

| 11. květen 2010 | Rusko | 4 – 1                   | Kazachstán | Lanxess Arena, Kolín nad Rýnem |
| 16:15           | Rusko | (1 – 0 , 2 – 0 , 1 – 1) | Kazachstán |                                |

| Souhrn zápasu Report | Souhrn zápasu Report                                                                        | Souhrn zápasu Report | Souhrn zápasu Report   | Souhrn zápasu Report                                                                                   |
| -------------------- | ------------------------------------------------------------------------------------------- | -------------------- | ---------------------- | --- |
|                      | 10:20' Alexandr Ovečkin 20:42' Ilja Kovalčuk 37:55' Alexandr Sjomin 43:22' Daniel Grebeškov |                      | 57:59' Dmitrij Dudajev | Diváků: 9 274 Rozhodčí: Rick Looker Milan Minář Čárový/í rozhodčí: František Kalivoda Christian Kaspar |

| 11. květen 2010 | Bělorusko | 2 – 4                   | Slovensko | Lanxess Arena, Kolín nad Rýnem |
| 20:15           | Bělorusko | (2 – 0 , 0 – 2 , 0 – 2) | Slovensko |                                |

| Souhrn zápasu Report | Souhrn zápasu Report                          | Souhrn zápasu Report | Souhrn zápasu Report                                                                  | Souhrn zápasu Report                                                                              |
| -------------------- | --------------------------------------------- | -------------------- | ------------------------------------------------------------------------------------- | ------------------------------------------------------------------------------------------------- |
|                      | 04:29' Sergej Děmagin 09:03' Alexej Kaljužnyj |                      | 22:42' Ivan Čiernik 30:07' Milan Bartovič 44:07' Marek Zagrapan 59:06' Milan Bartovič | Diváků: 8 862 Rozhodčí: Christer Larking Chris Savage Čárový/í rozhodčí: Roger Arm Daniel Bechard |

| 13. květen 2010 | Rusko | 3 – 1                   | Bělorusko | Lanxess Arena, Kolín nad Rýnem |
| 16:15           | Rusko | (1 – 0 , 2 – 0 , 0 – 1) | Bělorusko |                                |

| Souhrn zápasu Report | Souhrn zápasu Report                                                 | Souhrn zápasu Report | Souhrn zápasu Report    | Souhrn zápasu Report |
| -------------------- | -------------------------------------------------------------------- | -------------------- | ----------------------- | -------------------- |
|                      | 10:45' Sergej Mozjakin 32:21' Alexandr Ovečkin 34:03' Artěm Anisimov |                      | 47:30' Alexej Kaljužnyj | Diváků: 17 540       |

| 13. květen 2010 | Kazachstán | 1 – 5                   | Slovensko | Lanxess Arena, Kolín nad Rýnem |
| 20:15           | Kazachstán | (0 – 1 , 0 – 2 , 1 – 2) | Slovensko |                                |

| Souhrn zápasu Report | Souhrn zápasu Report   | Souhrn zápasu Report | Souhrn zápasu Report                                                                                      | Souhrn zápasu Report |
| -------------------- | ---------------------- | -------------------- | --- | -------------------- |
|                      | 44:03' Dmitrij Dudarev |                      | 16:30' Marek Zagrapan 25:04' Ivan Čiernik 33:52' Ivan Čiernik 54:18' Tomáš Tatar 58:05' Andrej Podkonický | Diváků: 13 556       |

### Základní skupina B
| P | Tým       | Z | V | VP | PP | P | GV | GI | +/- | B |
| - | --------- | - | - | -- | -- | - | -- | -- | --- | - |
| 1 | Švýcarsko | 3 | 3 | 0  | 0  | 0 | 10 | 2  | +8  | 9 |
| 2 | Kanada    | 3 | 2 | 0  | 0  | 1 | 12 | 6  | +6  | 6 |
| 3 | Lotyšsko  | 3 | 1 | 0  | 0  | 2 | 7  | 11 | -4  | 3 |
| 4 | Itálie    | 3 | 0 | 0  | 0  | 3 | 3  | 13 | -10 | 0 |

| 8. květen 2010 | Kanada | 5 – 1                   | Itálie | SAP Arena, Mannheim |
| 16:15          | Kanada | (2 – 1 , 2 – 0 , 1 – 0) | Itálie |                     |

| Souhrn zápasu Report | Souhrn zápasu Report                                                                                | Souhrn zápasu Report | Souhrn zápasu Report        | Souhrn zápasu Report                                                                                   |
| -------------------- | --------------------------------------------------------------------------------------------------- | -------------------- | --------------------------- | --- |
|                      | 02:43' Corey Perry 19:12' Kris Russel 25:57' Matt Duchene 30:37' Steven Stamkos 57:19' Rene Bourque |                      | 12:44' Michele Strazzabosco | Diváků: 7 912 Rozhodčí: Vladimír Baluška Daniel Konc Čárový/í rozhodčí: Anton Semjonov Miroslav Valach |

| 8. květen 2010 | Švýcarsko | 3 – 1                   | Lotyšsko | SAP Arena, Mannheim |
| 20:15          | Švýcarsko | (1 – 0 , 1 – 0 , 1 – 1) | Lotyšsko |                     |

| Souhrn zápasu Report | Souhrn zápasu Report                                        | Souhrn zápasu Report | Souhrn zápasu Report | Souhrn zápasu Report                                                                                     |
| -------------------- | ----------------------------------------------------------- | -------------------- | -------------------- | --- |
|                      | 02:26' Andreas Ambuhl 22:28' Roman Josi 59:58' Martin Pluss |                      | 42:35' Gints Meija   | Diváků: 7 089 Rozhodčí: Tom Laaksonen Thomas Sterns Čárový/í rozhodčí: Thomas Gemeinhardt Andreas Kowert |

| 10. květen 2010 | Švýcarsko | 3 – 0                   | Itálie | SAP Arena, Mannheim |
| 16:15           | Švýcarsko | (0 - 0 , 1 – 0 , 2 – 0) | Itálie |                     |

| Souhrn zápasu Report | Souhrn zápasu Report                                            | Souhrn zápasu Report | Souhrn zápasu Report | Souhrn zápasu Report                                                                                |
| -------------------- | --------------------------------------------------------------- | -------------------- | -------------------- | --------------------------------------------------------------------------------------------------- |
|                      | 21:20' Thibaut Monnet 46:39' Damien Brunner 59:44' Martin Plüss |                      |                      | Diváků: 5 971 Rozhodčí: Rafail Kadyrov Daniel Piechaczek Čárový/í rozhodčí: David Brown Jussi Terho |

| 10. květen 2010 | Lotyšsko | 1 – 6                   | Kanada | SAP Arena, Mannheim |
| 20:15           | Lotyšsko | (0 – 2 , 0 – 4 , 1 – 0) | Kanada |                     |

| Souhrn zápasu Report | Souhrn zápasu Report   | Souhrn zápasu Report                      | Souhrn zápasu Report | Souhrn zápasu Report                                                                                        |
| -------------------- | ---------------------- | ----------------------------------------- | --- | --- |
|                      | 50:25' Georgijs Pujacs | 0 – 1 0 – 2 0 – 3 0 – 4 0 – 5 0 – 6 1 – 6 | 01:52' John Tavares 18:19' Steven Stamkos 25:30' Marc Giordano 26:58' John Tavares 30:07' Steve Downie 39:06' Marc Giordano | Diváků: 5 501 Rozhodčí: Daniel Konc Konstantin Olenin Čárový/í rozhodčí: Ivan Dedjoulia Konstantin Gorděnko |

| 12. květen 2010 | Itálie | 2 – 5                   | Lotyšsko | SAP Arena, Mannheim |
| 16:15           | Itálie | (1 – 1 , 0 – 1 , 1 – 3) | Lotyšsko |                     |

| Souhrn zápasu Report | Souhrn zápasu Report                           | Souhrn zápasu Report | Souhrn zápasu Report                                                                                                   | Souhrn zápasu Report |
| -------------------- | ---------------------------------------------- | -------------------- | --- | -------------------- |
|                      | 14:45' Alexander Egger 43:28' Giulio Scandella |                      | 00:50' Kaspars Daugavins 28:26' Aleksandr Nizivijs 41:56' Arvids Rekis 57:13' Kaspars Daugavins 59:09' Martins Karsums | Diváků: 4 029        |

| 12. květen 2010 | Kanada | 1 – 4                   | Švýcarsko | SAP Arena, Mannheim |
| 20:15           | Kanada | (1 – 2 , 0 – 1 , 0 – 1) | Švýcarsko |                     |

| Souhrn zápasu Report | Souhrn zápasu Report | Souhrn zápasu Report | Souhrn zápasu Report                                                               | Souhrn zápasu Report |
| -------------------- | -------------------- | -------------------- | ---------------------------------------------------------------------------------- | -------------------- |
|                      | 14:29' John Tavares  |                      | 11:47' Ivo Ruthemann 14:03' Martin Pluss 21:38' Andrea Ambuhl 45:29' Thomas Deruns | Diváků: 12 500       |

### Základní skupina C
| P | Tým     | Z | V | VP | PP | P | GV | GI | +/- | B |
| - | ------- | - | - | -- | -- | - | -- | -- | --- | - |
| 1 | Švédsko | 3 | 2 | 0  | 0  | 1 | 9  | 6  | +3  | 6 |
| 2 | Česko   | 3 | 2 | 0  | 0  | 1 | 10 | 6  | +4  | 6 |
| 3 | Norsko  | 3 | 2 | 0  | 0  | 1 | 10 | 8  | +2  | 6 |
| 4 | Francie | 3 | 0 | 0  | 0  | 3 | 5  | 14 | -9  | 0 |

(Rozhodovalo skóre ze vzájemných zápasů: SWE +2, CZE 0, NOR -2; v ostatních tabulkách k tomuto výjimečnému případu nedošlo.)
| 9. květen 2010 | Česko | 6 – 2                   | Francie | SAP Arena, Mannheim |
| 16:15          | Česko | (2 – 0 , 2 – 0 , 2 – 2) | Francie |                     |

| Souhrn zápasu Report | Souhrn zápasu Report | Souhrn zápasu Report | Souhrn zápasu Report                         | Souhrn zápasu Report                                                                                 |
| -------------------- | --- | -------------------- | -------------------------------------------- | --- |
|                      | 00:44' Petr Hubáček 11:43' Jiří Novotný 23:43' Petr Gřegořek 25:07' Karel Rachůnek 46:06' Lukáš Kašpar 59:27' Miroslav Blaťák |                      | 46:27' Yorick Treille 48:37' Laurent Meunier | Diváků: 3 132 Rozhodčí: Jari Levonen Konstantin Olenin Čárový/í rozhodčí: Ivan Dedjoulia Jussi Terho |

| 9. květen 2010 | Norsko | 2 – 5                   | Švédsko | SAP Arena, Mannheim |
| 20:15          | Norsko | (0 – 2 , 1 – 0 , 1 – 3) | Švédsko |                     |

| Souhrn zápasu Report | Souhrn zápasu Report                          | Souhrn zápasu Report | Souhrn zápasu Report                                                                                                   | Souhrn zápasu Report                                                                                        |
| -------------------- | --------------------------------------------- | -------------------- | --- | --- |
|                      | 20:20' Patrick Thoresen 44:57' Henrik Solberg |                      | 06:43' Mattias Weinhandl 12:45' Erik Karlsson 47:08' Mattias Weinhandl 54:31' Magnus Pääjärvi 57:43' Mattias Weinhandl | Diváků: 5 022 Rozhodčí: Rafail Kadyrov Daniel Piechaczek Čárový/í rozhodčí: David Brown Konstantin Gorděnko |

| 11. květen 2010 | Česko | 2 – 3                   | Norsko | SAP Arena, Mannheim |
| 16:15           | Česko | (0 – 1 , 1 – 1 , 1 – 1) | Norsko |                     |

| Souhrn zápasu Report | Souhrn zápasu Report                    | Souhrn zápasu Report | Souhrn zápasu Report                                                           | Souhrn zápasu Report                                                                                     |
| -------------------- | --------------------------------------- | -------------------- | ------------------------------------------------------------------------------ | --- |
|                      | 27:56' Jaromír Jágr 53:09' Jaromír Jágr |                      | 12:09' Mats Zuccarello Aasen 30:13' Anders Fredriksen 44:23' Anders Bastiansen | Diváků: 2 256 Rozhodčí: Tom Laaksonen Thomas Sterns Čárový/í rozhodčí: Thomas Gemeinhardt Anton Semionov |

| 11. květen 2010 | Švédsko | 3 – 2                   | Francie | SAP Arena, Mannheim |
| 20:15           | Švédsko | (1 – 0 , 2 – 0 , 0 – 2) | Francie |                     |

| Souhrn zápasu Report | Souhrn zápasu Report                                             | Souhrn zápasu Report          | Souhrn zápasu Report                    | Souhrn zápasu Report                                                                                    |
| -------------------- | ---------------------------------------------------------------- | ----------------------------- | --------------------------------------- | --- |
|                      | 17:49' Carl Gunnarsson 22:34' Jonas Andersson 27:44' Johan Harju | 1 – 0 2 – 0 3 – 0 3 – 1 3 – 2 | 44:34' Yorick Treille 54:05' Luc Tardif | Diváků: 3 268 Rozhodčí: Vladimír Baluška Jari Levonen Čárový/í rozhodčí: Andreas Kowert Miroslav Valach |

| 13. květen 2010 | Francie | 1 – 5                   | Norsko | SAP Arena, Mannheim |
| 16:15           | Francie | (1 – 0 , 0 – 1 , 0 – 4) | Norsko |                     |

| Souhrn zápasu Report | Souhrn zápasu Report     | Souhrn zápasu Report                | Souhrn zápasu Report | Souhrn zápasu Report                                                                                       |
| -------------------- | ------------------------ | ----------------------------------- | --- | --- |
|                      | 12:49' Stéphane Da Costa | 1 – 0 1 – 1 1 – 2 1 – 3 1 – 4 1 – 5 | 32:02' Peter Lorentzen 42:34' Mats Zuccarello Aasen 47:19' Anders Bastiansen 48:42' Patrick Thoresen 56:57' Mathis Olimb | Diváků: 4 403 Rozhodčí: Daniel Konc Daniel Piechaczek Čárový/í rozhodčí: Thomas Gemeinhardt Andreas Kowert |

| 13. květen 2010 | Švédsko | 1 – 2                   | Česko | SAP Arena, Mannheim |
| 20:15           | Švédsko | (0 – 1 , 1 – 1 , 0 – 0) | Česko |                     |

| Souhrn zápasu Report | Souhrn zápasu Report   | Souhrn zápasu Report | Souhrn zápasu Report                     | Souhrn zápasu Report                                                                                            |
| -------------------- | ---------------------- | -------------------- | ---------------------------------------- | --- |
|                      | 24:03' Magnus Pääjärvi | 0 – 1 1 – 1 1 – 2    | 00:54' Tomáš Rolinek 29:18' Petr Hubáček | Diváků: 12 500 Rozhodčí: Rafail Kadyrov Konstantin Olenin Čárový/í rozhodčí: Konstantin Gorděnko Anton Semjonov |

### Základní skupina D
| P | Tým     | Z | V | VP | PP | P | GV | GI | +/- | B |
| - | ------- | - | - | -- | -- | - | -- | -- | --- | - |
| 1 | Finsko  | 3 | 2 | 0  | 0  | 1 | 5  | 6  | -1  | 6 |
| 2 | Německo | 3 | 1 | 1  | 0  | 1 | 5  | 3  | +2  | 5 |
| 3 | Dánsko  | 3 | 1 | 1  | 0  | 1 | 7  | 5  | +2  | 5 |
| 4 | USA     | 3 | 0 | 0  | 2  | 1 | 4  | 7  | -3  | 2 |

| 7. květen 2010 | USA | 1 – 2 P                         | Německo | Veltins-Arena, Gelsenkirchen |
| 20:15          | USA | (0 – 0 , 0 – 1 , 1 – 0 , 0 – 1) | Německo |                              |

| Souhrn zápasu Report | Souhrn zápasu Report | Souhrn zápasu Report | Souhrn zápasu Report                    | Souhrn zápasu Report                                                                              |
| -------------------- | -------------------- | -------------------- | --------------------------------------- | ------------------------------------------------------------------------------------------------- |
|                      | 48:28' Ryan Carter   | 0 – 1 1 – 1 1 – 2    | 25:20' Michael Wolf 60:15' Felix Schutz | Diváků: 77 803 Rozhodčí: Christer Larking Chris Savage Čárový/í rozhodčí: Roger Arm Tobias Wehrli |

| 8. květen 2010 | Finsko | 1 – 4                   | Dánsko | Lanxess Arena, Kolín nad Rýnem |
| 20:15          | Finsko | (1 – 2 , 0 – 1 , 0 – 1) | Dánsko |                                |

| Souhrn zápasu Report | Souhrn zápasu Report   | Souhrn zápasu Report | Souhrn zápasu Report                                                                | Souhrn zápasu Report                                                                                    |
| -------------------- | ---------------------- | -------------------- | ----------------------------------------------------------------------------------- | --- |
|                      | 06:47' Peteri Kontiola |                      | 02:20' Frans Nielsen 05:19' Peter Regin 21:19' Julian Jakobsen 59:13' Frans Nielsen | Diváků: 11 452 Rozhodčí: Rick Looker Milan Minář Čárový/í rozhodčí: František Kalivoda Christian Kaspar |

| 10. květen 2010 | USA | 1 – 2 P                         | Dánsko | Lanxess Arena, Kolín nad Rýnem |
| 16:15           | USA | (0 – 0 , 1 – 1 , 0 – 0 , 0 – 1) | Dánsko |                                |

| Souhrn zápasu Report | Souhrn zápasu Report | Souhrn zápasu Report | Souhrn zápasu Report                   | Souhrn zápasu Report                                                                                |
| -------------------- | -------------------- | -------------------- | -------------------------------------- | --------------------------------------------------------------------------------------------------- |
|                      | 32:03' Keith Yandle  |                      | 28:52' Lars Eller 62:04' Stefan Lassen | Diváků: 8 985 Rozhodčí: Ole Hansen Vladimír Šindler Čárový/í rozhodčí: Andrij Kiča Peter Sabelstrom |

| 10. květen 2010 | Německo | 0 – 1                   | Finsko | Lanxess Arena, Kolín nad Rýnem |
| 20:15           | Německo | (0 – 0 , 0 – 1 , 0 – 0) | Finsko |                                |

| Souhrn zápasu Report | Souhrn zápasu Report | Souhrn zápasu Report | Souhrn zápasu Report | Souhrn zápasu Report                                                                                    |
| -------------------- | -------------------- | -------------------- | -------------------- | --- |
|                      |                      | 0 – 1                | 25:18' Jarkko Imonen | Diváků: 18 654 Rozhodčí: Christer Larking Patrik Sjoberg Čárový/í rozhodčí: Ansis Eglitis Tobias Wehrli |

| 12. květen 2010 | Dánsko | 1 – 3                   | Německo | Lanxess Arena, Kolín nad Rýnem |
| 16:15           | Dánsko | (1 – 1 , 0 – 2 , 0 – 0) | Německo |                                |

| Souhrn zápasu Report | Souhrn zápasu Report | Souhrn zápasu Report | Souhrn zápasu Report                                    | Souhrn zápasu Report |
| -------------------- | -------------------- | -------------------- | ------------------------------------------------------- | -------------------- |
|                      | 03:40' Philip Larsen |                      | 08:40' Marcel Goc 33:28' Felix Schutz 35:09' Marcel Goc | Diváků: 18 623       |

| 12. květen 2010 | Finsko | 3 – 2                   | USA | Lanxess Arena, Kolín nad Rýnem |
| 20:15           | Finsko | (0 - 1 , 1 – 0 , 2 – 1) | USA |                                |

| Souhrn zápasu Report | Souhrn zápasu Report                                         | Souhrn zápasu Report | Souhrn zápasu Report                 | Souhrn zápasu Report |
| -------------------- | ------------------------------------------------------------ | -------------------- | ------------------------------------ | -------------------- |
|                      | 35:52' Leo Komarov 40:18' Jarkko Immonen 57:58' Sami Kapanen |                      | 03:30' David Moss 59:43' T. J. Oshie | Diváků: 17 633       |

## Osmifinále
Nejlepší tři týmy z každé základní skupiny postoupily do kvalifikační skupiny. Tam hrály ve dvou skupinách: týmy ze skupin A a D byly umístěny do skupiny E a týmy ze skupin B a C do skupiny F.

### Skupina E

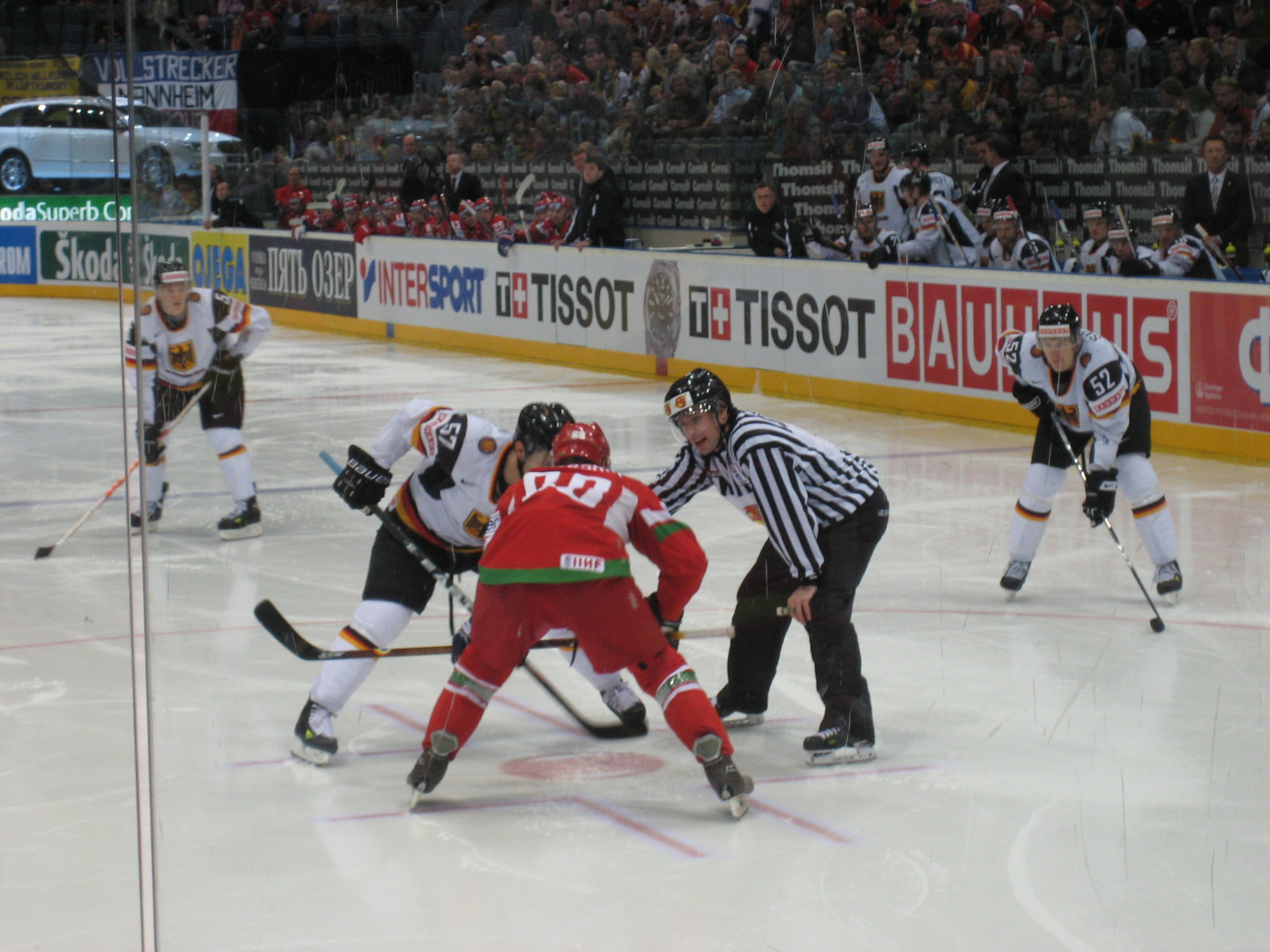
Zápas Německo - Bělorusko

| P | Tým       | Z | V | VP | PP | P | GV | GI | +/- | B  |
| - | --------- | - | - | -- | -- | - | -- | -- | --- | -- |
| 1 | Rusko     | 5 | 5 | 0  | 0  | 0 | 20 | 5  | +15 | 15 |
| 2 | Finsko    | 5 | 3 | 0  | 0  | 2 | 9  | 11 | -2  | 9  |
| 3 | Německo   | 5 | 2 | 0  | 1  | 2 | 8  | 8  | 0   | 7  |
| 4 | Dánsko    | 5 | 2 | 0  | 0  | 3 | 13 | 12 | +1  | 6  |
| 5 | Bělorusko | 5 | 1 | 1  | 0  | 3 | 7  | 11 | -4  | 5  |
| 6 | Slovensko | 5 | 1 | 0  | 0  | 4 | 8  | 18 | -10 | 3  |

| 14. květen 2010 | Slovensko | 0 – 6                   | Dánsko | Lanxess Arena, Kolín nad Rýnem |
| 16:15           | Slovensko | (0 - 6 , 0 - 0 , 0 - 0) | Dánsko |                                |

| Souhrn zápasu Report | Souhrn zápasu Report | Souhrn zápasu Report | Souhrn zápasu Report | Souhrn zápasu Report |
| -------------------- | -------------------- | -------------------- | --- | -------------------- |
|                      |                      |                      | 01:05' Peter Regin 04:20' Philips Larsen 04:40' Mads Christensen 10:52' Morten Madsen 12:21' Morten Green 13:42' Stefan Lassen | Diváků: 4 442        |

| 14. květen 2010 | Finsko | 2 – 0                   | Bělorusko | Lanxess Arena, Kolín nad Rýnem |
| 20:15           | Finsko | (0 - 0 , 2 - 0 , 0 - 0) | Bělorusko |                                |

| Souhrn zápasu Report | Souhrn zápasu Report                            | Souhrn zápasu Report | Souhrn zápasu Report | Souhrn zápasu Report |
| -------------------- | ----------------------------------------------- | -------------------- | -------------------- | -------------------- |
|                      | 27:23' Jarkko Immonen 32:19' Juha-Pekka Hytonen |                      |                      | Diváků: 5 273        |

| 15. květen 2010 | Rusko | 3 – 2                 | Německo | Lanxess Arena, Kolín nad Rýnem |
| 20:15           | Rusko | (1 - 0, 1 - 1, 1 - 1) | Německo |                                |

| Souhrn zápasu Report | Souhrn zápasu Report                                             | Souhrn zápasu Report | Souhrn zápasu Report                            | Souhrn zápasu Report |
| -------------------- | ---------------------------------------------------------------- | -------------------- | ----------------------------------------------- | -------------------- |
|                      | 14:20' Ilja Kovalčuk 26:10' Nikolai Kulemin 49:46' Ilja Kovalčuk |                      | 39:59' Christian Ehrhoff 53:39' Alexander Barta | Diváků: 18 343       |

| 16. květen 2010 | Dánsko | 1 – 6                   | Rusko | Lanxess Arena, Kolín nad Rýnem |
| 16:15           | Dánsko | (0 - 2 , 1 - 1 , 0 - 3) | Rusko |                                |

| Souhrn zápasu Report | Souhrn zápasu Report    | Souhrn zápasu Report | Souhrn zápasu Report | Souhrn zápasu Report                                                                                  |
| -------------------- | ----------------------- | -------------------- | --- | --- |
|                      | 25:02' Mads Christensen |                      | 15:07' Pavel Dacjuk 19:12' Alexandr Ovečkin 33:40' Jevgenij Malkin 47:51' Pavel Dacjuk 50:51' Pavel Dacjuk 52:26' Nikolaj Kuljomin | Diváků: 5 789 Rozhodčí: Ole Hansen Christer Larking Čárový/í rozhodčí: Ansis Eglitis Peter Sabelstrom |

| 16. květen 2010 | Německo | 1 – 2 P                         | Bělorusko | Lanxess Arena, Kolín nad Rýnem |
| 20:15           | Německo | (0 - 1 , 0 - 0 , 1 - 0 , 0 - 1) | Bělorusko |                                |

| Souhrn zápasu Report | Souhrn zápasu Report | Souhrn zápasu Report | Souhrn zápasu Report | Souhrn zápasu Report |
| -------------------- | -------------------- | -------------------- | -------------------- | -------------------- |
|                      |                      |                      |                      | Diváků: 11 748       |

| 17. květen 2010 | Finsko | 5 – 2                   | Slovensko | Lanxess Arena, Kolín nad Rýnem |
| 16:15           | Finsko | (0 - 0 , 3 - 0 , 2 - 2) | Slovensko |                                |

| Souhrn zápasu Report | Souhrn zápasu Report | Souhrn zápasu Report | Souhrn zápasu Report | Souhrn zápasu Report |
| -------------------- | -------------------- | -------------------- | -------------------- | -------------------- |
|                      |                      |                      |                      | Diváků: 3 474        |

| 17. květen 2010 | Bělorusko | 2 – 1                   | Dánsko | Lanxess Arena, Kolín nad Rýnem |
| 20:15           | Bělorusko | (0 - 1 , 1 - 0 , 1 - 0) | Dánsko |                                |

| Souhrn zápasu Report | Souhrn zápasu Report | Souhrn zápasu Report | Souhrn zápasu Report | Souhrn zápasu Report |
| -------------------- | -------------------- | -------------------- | -------------------- | -------------------- |
|                      |                      |                      |                      | Diváků: 3 257        |

| 18. květen 2010 | Slovensko | 1 – 2                   | Německo | Lanxess Arena, Kolín nad Rýnem |
| 16:15           | Slovensko | (0 - 1 , 1 - 1 , 0 - 0) | Německo |                                |

| Souhrn zápasu Report | Souhrn zápasu Report | Souhrn zápasu Report | Souhrn zápasu Report | Souhrn zápasu Report |
| -------------------- | -------------------- | -------------------- | -------------------- | -------------------- |
|                      |                      |                      |                      | Diváků: 15 137       |

| 18. květen 2010 | Rusko | 5 – 0                 | Finsko | Lanxess Arena, Kolín nad Rýnem |
| 20:15           | Rusko | (1 - 0, 2 - 0, 2 - 0) | Finsko |                                |

| Souhrn zápasu Report | Souhrn zápasu Report | Souhrn zápasu Report | Souhrn zápasu Report | Souhrn zápasu Report |
| -------------------- | -------------------- | -------------------- | -------------------- | -------------------- |
|                      |                      |                      |                      | Diváků: 11 687       |

### Skupina F
| P | Tým       | Z | V | VP | PP | P | GV | GI | +/- | B  |
| - | --------- | - | - | -- | -- | - | -- | -- | --- | -- |
| 1 | Švédsko   | 5 | 4 | 0  | 0  | 1 | 18 | 7  | +11 | 12 |
| 2 | Švýcarsko | 5 | 3 | 0  | 0  | 2 | 12 | 12 | 0   | 9  |
| 3 | Česko     | 5 | 3 | 0  | 0  | 2 | 12 | 10 | +2  | 9  |
| 4 | Kanada    | 5 | 2 | 0  | 0  | 3 | 22 | 12 | +10 | 6  |
| 5 | Norsko    | 5 | 2 | 0  | 0  | 3 | 9  | 26 | -17 | 6  |
| 6 | Lotyšsko  | 5 | 1 | 0  | 0  | 4 | 10 | 16 | -6  | 3  |

| 14. květen 2010 | Kanada | 12 – 1                  | Norsko | SAP Arena, Mannheim |
| 16:15           | Kanada | (1 - 1 , 7 - 0 , 4 - 0) | Norsko |                     |

| Souhrn zápasu Report | Souhrn zápasu Report | Souhrn zápasu Report | Souhrn zápasu Report | Souhrn zápasu Report |
| -------------------- | --- | -------------------- | -------------------- | -------------------- |
|                      | 13:09' Evander Kane 23:51' Corey Perry 33:12' Marc Giordano 36:42' John Tavares 37:27' Rich Peverley 38:16' Steve Downie 39:06' Ray Whitny 39:48' Evander Kane 40:39' Jordan Eberle 45:57' John Tavares 49:18' John Tavares 50:18' Matt Duchene |                      | 01:35' Jonas Holøs   | Diváků: 2 670        |

| 14. květen 2010 | Švédsko | 4 – 2                   | Lotyšsko | SAP Arena, Mannheim |
| 20:15           | Švédsko | (3 - 1 , 0 - 0 , 1 - 1) | Lotyšsko |                     |

| Souhrn zápasu Report | Souhrn zápasu Report                                                                              | Souhrn zápasu Report | Souhrn zápasu Report                          | Souhrn zápasu Report |
| -------------------- | ------------------------------------------------------------------------------------------------- | -------------------- | --------------------------------------------- | -------------------- |
|                      | 00:31' Magnus Pääjärvi 05:08' Oliver Ekman-Larsson 14:30' Michael Nylander 58:00' Tony Martensson |                      | 00:56' Martins Karsmus 45:01' Martins Karsmus | Diváků: 3 078        |

| 15. květen 2010 | Švýcarsko | 3 – 2                 | Česko | SAP Arena, Mannheim |
| 20:15           | Švýcarsko | (2 - 0, 1 - 2, 0 - 0) | Česko |                     |

| Souhrn zápasu Report | Souhrn zápasu Report                                          | Souhrn zápasu Report | Souhrn zápasu Report                    | Souhrn zápasu Report |
| -------------------- | ------------------------------------------------------------- | -------------------- | --------------------------------------- | -------------------- |
|                      | 04:13' Martin Plüss 14:07' Andres Ambühl 31:41' Andres Ambühl |                      | 24:07' Jan Marek 34:07' Miroslav Blaťák | Diváků: 7 206        |

| 16. květen 2010 | Lotyšsko | 5 – 0                   | Norsko | SAP Arena, Mannheim |
| 16:15           | Lotyšsko | (0 - 0 , 0 - 0 , 5 - 0) | Norsko |                     |

| Souhrn zápasu Report | Souhrn zápasu Report                                                                                         | Souhrn zápasu Report | Souhrn zápasu Report | Souhrn zápasu Report                                                                                      |
| -------------------- | --- | -------------------- | -------------------- | --- |
|                      | 42:06' Lauris Darzins 48:45' Martins Cipulis 57:02' Janis Sprukts 58:25' Janis Sprukts 59:54' Guntis Galvins |                      |                      | Diváků: 1 925 Rozhodčí: Vladimír Baluška Daniel Konc Čárový/í rozhodčí: Ivan Dedioulia Thomas Gemeinhardt |

| 16. květen 2010 | Švédsko | 3 – 1                   | Kanada | SAP Arena, Mannheim |
| 20:15           | Švédsko | (1 - 0 , 2 - 0 , 0 - 1) | Kanada |                     |

| Souhrn zápasu Report | Souhrn zápasu Report | Souhrn zápasu Report | Souhrn zápasu Report | Souhrn zápasu Report |
| -------------------- | -------------------- | -------------------- | -------------------- | -------------------- |
|                      |                      |                      |                      | Diváků: 4 289        |

| 17. květen 2010 | Norsko | 3 – 2                   | Švýcarsko | SAP Arena, Mannheim |
| 16:15           | Norsko | (3 - 1 , 0 - 0 , 0 - 1) | Švýcarsko |                     |

| Souhrn zápasu Report | Souhrn zápasu Report                                                                                | Souhrn zápasu Report | Souhrn zápasu Report  | Souhrn zápasu Report                                                                                        |
| -------------------- | --------------------------------------------------------------------------------------------------- | -------------------- | --------------------- | --- |
|                      | 03:55' Anders Bastiansen 06:53' Lars Erik Spets 18:39' Mats Zuccarello Aasen 57:49' Julien Vauclair |                      | 07:49' Thibaut Monnet | Diváků: 1 896 Rozhodčí: Daniel Konc Konstantin Olenin Čárový/í rozhodčí: Konstantin Gordenko Andreas Kowert |

| 17. květen 2010 | Česko | 3 – 1                  | Lotyšsko | SAP Arena, Mannheim |
| 20:15           | Česko | (0 - 0 , 2 - 0, 1 - 1) | Lotyšsko |                     |

| Souhrn zápasu Report | Souhrn zápasu Report                                            | Souhrn zápasu Report | Souhrn zápasu Report  | Souhrn zápasu Report                                                                                |
| -------------------- | --------------------------------------------------------------- | -------------------- | --------------------- | --------------------------------------------------------------------------------------------------- |
|                      | 22:21' Tomáš Rolinek 37:51' Tomáš Rolinek 52:51' Roman Červenka |                      | 52:05' Sergejs Pečura | Diváků: 3 354 Rozhodčí: Rafael Kadyrov Daniel Piechaczek Čárový/í rozhodčí: David Brown Jussi Terho |

| 18. květen 2010 | Kanada | 2 – 3                  | Česko | SAP Arena, Mannheim |
| 16:15           | Kanada | (1 - 1 , 0 - 2, 1 - 0) | Česko |                     |

| Souhrn zápasu Report | Souhrn zápasu Report                   | Souhrn zápasu Report | Souhrn zápasu Report                                        | Souhrn zápasu Report                                                                             |
| -------------------- | -------------------------------------- | -------------------- | ----------------------------------------------------------- | ------------------------------------------------------------------------------------------------ |
|                      | 06:59' Ray Whitney 58:49' Matt Duchene |                      | 18:20' Lukáš Kašpar 32:19' Jaromír Jágr 38:18' Jakub Klepiš | Diváků: 6 466 Rozhodčí: Jari Levonen Tom Sterns Čárový/í rozhodčí: Andreas Kowert Anton Semjonov |

| 18. květen 2010 | Švýcarsko | 0 – 5                   | Švédsko | SAP Arena, Mannheim |
| 20:15           | Švýcarsko | (0 - 1 , 0 - 2 , 0 - 2) | Švédsko |                     |

| Souhrn zápasu Report | Souhrn zápasu Report | Souhrn zápasu Report | Souhrn zápasu Report | Souhrn zápasu Report                                                                                     |
| -------------------- | -------------------- | -------------------- | -------------------- | --- |
|                      |                      |                      |                      | Diváků: 5 757 Rozhodčí: Vladimír Baluška Tom Laaksonen Čárový/í rozhodčí: Ivan Dedioulia Miroslav Valach |

## Skupina o udržení
Poslední týmy ze základních skupin bojovaly o udržení.
|  | Tým kvalifikovaný pro Mistrovství světa v ledním hokeji 2011         |
|  | Tým sestupující do Mistrovství světa v ledním hokeji 2011 (Divize I) |

### Skupina G

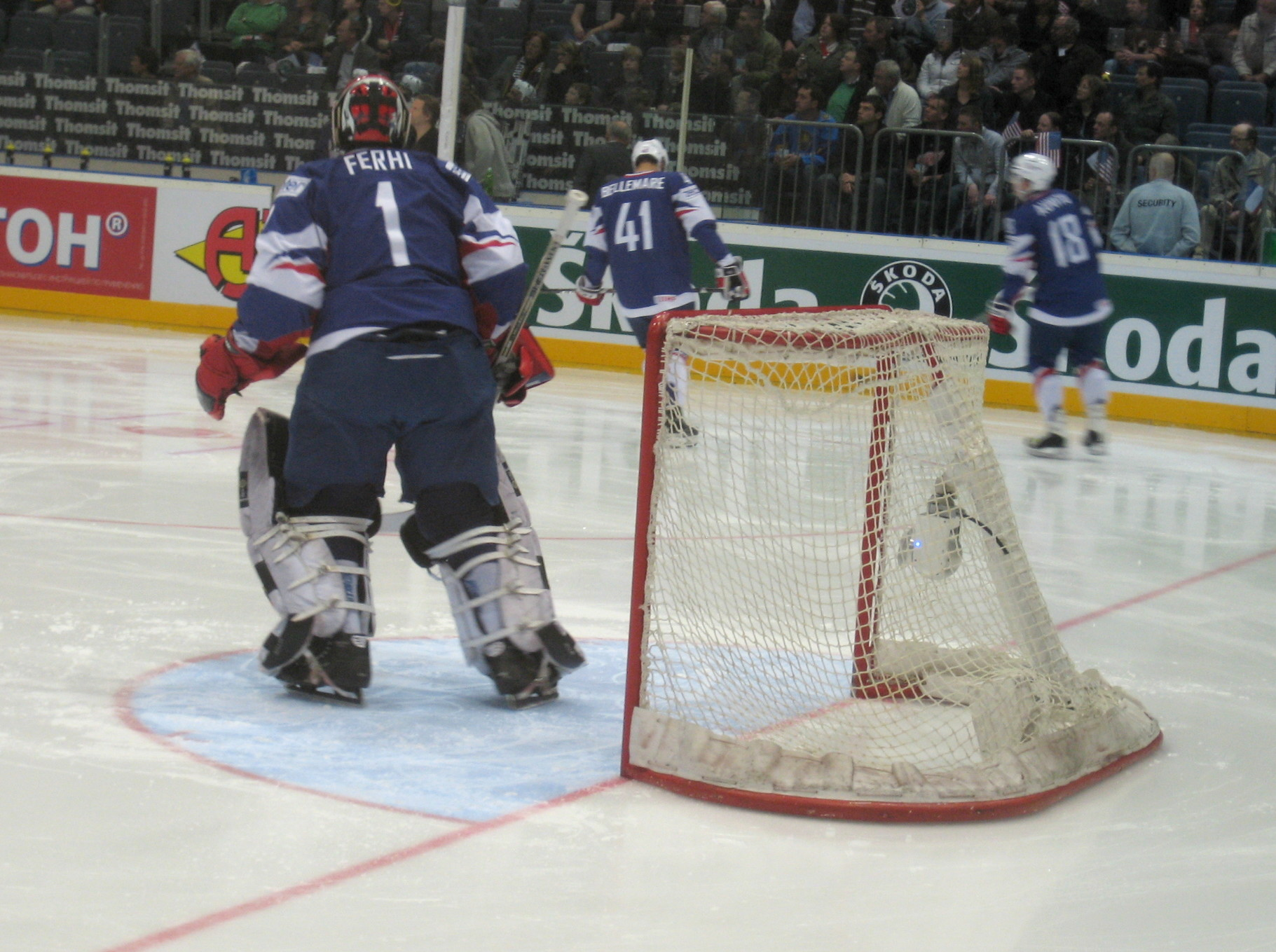
Zápas Francie - USA

| P  | Tým        | Z | V | VP | PP | P | GV | GI | +/- | B |
| -- | ---------- | - | - | -- | -- | - | -- | -- | --- | - |
| 13 | USA        | 3 | 2 | 1  | 0  | 0 | 17 | 2  | +15 | 8 |
| 14 | Francie    | 3 | 2 | 0  | 0  | 1 | 7  | 8  | -1  | 6 |
| 15 | Itálie     | 3 | 1 | 0  | 1  | 1 | 5  | 6  | -1  | 4 |
| 16 | Kazachstán | 3 | 0 | 0  | 0  | 3 | 4  | 17 | –13 | 0 |

| 15. květen 2010 | USA | 10 – 0                  | Kazachstán | Lanxess Arena, Kolín nad Rýnem |
| 16:15           | USA | (4 – 0 , 5 – 0 , 1 – 0) | Kazachstán |                                |

| Souhrn zápasu Report | Souhrn zápasu Report | Souhrn zápasu Report | Souhrn zápasu Report | Souhrn zápasu Report                                                                               |
| -------------------- | --- | -------------------- | -------------------- | -------------------------------------------------------------------------------------------------- |
|                      | 00:55' T. J. Oshie 01:13' Kyle Okposo 06:53' Matt Gilroy 10:20' Matt Gilroy 28:03' Nick Foligno 36:34' Ryan Potulny 36:46' Matt Gilroy 38:44' Brandon Dubinsky 39:29' Tim Kennedy 58:57' Chris Kreider |                      |                      | Diváků: 4 529 Rozhodčí: Chris Savage Marc Muylaert Čárový/í rozhodčí: Daniel Bechard Tobias Wehrli |

| 15. květen 2010 | Itálie | 1 – 2                   | Francie | SAP Arena, Mannheim |
| 16:15           | Itálie | (0 - 1 , 0 - 0 , 1 - 1) | Francie |                     |

| Souhrn zápasu Report | Souhrn zápasu Report        | Souhrn zápasu Report | Souhrn zápasu Report                     | Souhrn zápasu Report |
| -------------------- | --------------------------- | -------------------- | ---------------------------------------- | -------------------- |
|                      | 51:04' Michele Strazzabosco |                      | 04:34' Babtiste Amar 43:14' Laurent Gras | Diváků: 3 173        |

| 16. květen 2010 | Francie | 0 – 4                   | USA | Lanxess Arena, Kolín nad Rýnem |
| 12:15           | Francie | (0 - 0 , 0 - 2 , 0 - 2) | USA |                                |

| Souhrn zápasu Report | Souhrn zápasu Report | Souhrn zápasu Report | Souhrn zápasu Report                                                               | Souhrn zápasu Report |
| -------------------- | -------------------- | -------------------- | ---------------------------------------------------------------------------------- | -------------------- |
|                      |                      |                      | 24:49' Nick Foligno 33:11' Brandon Dubinsky 41:36' T. J. Oshie 53:41' Nick Foligno | Diváků: 4 325        |

| 16. květen 2010 | Itálie | 2 – 1                   | Kazachstán | SAP Arena, Mannheim |
| 12:15           | Itálie | (0 - 0 , 0 - 0 , 2 - 1) | Kazachstán |                     |

| Souhrn zápasu Report | Souhrn zápasu Report                             | Souhrn zápasu Report | Souhrn zápasu Report    | Souhrn zápasu Report |
| -------------------- | ------------------------------------------------ | -------------------- | ----------------------- | -------------------- |
|                      | 46:43' Christian Borgatello 49:30' Michael Souza |                      | 44:37' Roman Starchenko | Diváků: 1 934        |

| 18. květen 2010 | USA | 3 – 2 SN                        | Itálie | Lanxess Arena, Kolín nad Rýnem |
| 12:15           | USA | (1 - 0 , 0 - 1 , 1 - 1 , 0 - 0) | Itálie |                                |

| Souhrn zápasu Report | Souhrn zápasu Report                                           | Souhrn zápasu Report | Souhrn zápasu Report                           | Souhrn zápasu Report |
| -------------------- | -------------------------------------------------------------- | -------------------- | ---------------------------------------------- | -------------------- |
|                      | 11:45' Brandon Dubinsky 51:08' Ryan Potulny 65:00' T. J. Oshie |                      | 34:00' Giulio Scandella 46:49' Stefano Margoni | Diváků: 5 864        |

| 18. květen 2010 | Kazachstán | 3 – 5                   | Francie | SAP Arena, Mannheim |
| 12:15           | Kazachstán | (2 - 3 , 0 - 1 , 1 - 1) | Francie |                     |

| Souhrn zápasu Report | Souhrn zápasu Report                                                        | Souhrn zápasu Report | Souhrn zápasu Report                                                                                                 | Souhrn zápasu Report |
| -------------------- | --------------------------------------------------------------------------- | -------------------- | --- | -------------------- |
|                      | 10:39' Dmitrij Dudarev 15:55' Roman Starchenko 53:18' Vadim Krasnoslobodcev |                      | 08:39' Sacha Treille 12:19' Laurent Meunier 13:43' Laurent Gras 29:46' Baptiste Amar 48:42' Pierre-Édouard Bellemare | Diváků: 7 845        |

## Vyřazovací část

### Pavouk
|  | Čtvrtfinále 1 |               |               |  |      |              |              |              |  |               |               |               |   |
|  | A1            | Rusko         | 5             |  |      |              |              |              |  |               |               |               |   |
|  | B4            | Kanada        | 2             |  |      | Semifinále 1 | Semifinále 1 | Semifinále 1 |  |               |               |               |   |
|  |               |               |               |  |      | ČTF1         | Rusko        | 2            |  |               |               |               |   |
|  | Čtvrtfinále 2 | Čtvrtfinále 2 | Čtvrtfinále 2 |  | ČTF2 | Německo      | 1            |              |  |               |               |               |   |
|  | B2            | Švýcarsko     | 0             |  |      |              |              |              |  |               |               |               |   |
|  | A3            | Německo       | 1             |  |      |              |              |              |  | Finále        | Finále        | Finále        |   |
|  |               |               |               |  |      |              |              |              |  |               | 1SF1          | Rusko         | 1 |
|  | Čtvrtfinále 3 | Čtvrtfinále 3 | Čtvrtfinále 3 |  |      |              |              |              |  |               | 2SF1          | Česko         | 2 |
|  | B1            | Švédsko       | 4             |  |      |              |              |              |  |               |               |               |   |
|  | A4            | Dánsko        | 2             |  |      | Semifinále 2 | Semifinále 2 | Semifinále 2 |  | Zápas o bronz | Zápas o bronz | Zápas o bronz |   |
|  |               |               |               |  |      | ČTF3         | Švédsko      | 2            |  | 1SF2          | Německo       | 1             |   |
|  | Čtvrtfinále 4 | Čtvrtfinále 4 | Čtvrtfinále 4 |  | ČTF4 | Česko        | 3            |              |  | 2SF2          | Švédsko       | 3             |   |
|  | A2            | Finsko        | 1             |  |      |              |              |              |  |               |               |               |   |
|  | B3            | Česko         | 2             |  |      |              |              |              |  |               |               |               |   |

### Čtvrtfinále
| 20. květen 2010 | Finsko | 1 – 2 SN                        | Česko | Lanxess Arena, Kolín nad Rýnem |
| 16:15           | Finsko | (1 - 0 , 0 - 0 , 0 - 1 , 0 - 0) | Česko |                                |

| Souhrn zápasu Report | Souhrn zápasu Report  | Souhrn zápasu Report | Souhrn zápasu Report | Souhrn zápasu Report                                                                                   |
| -------------------- | --------------------- | -------------------- | --- | --- |
|                      | 00:55' Petri Kontiola |                      | 41:12' Jakub Klepiš rozhodující samostatný nájezd proměnil Jan Marek Nájezdy: Lukáš Kašpar dal - 0:1 , Jarrko Immonen dal - 1:1, Jan Marek dal - 1:2, Jussi Jokinen nedal - 1:2, Jakub Klepiš nedal - 1:2, Petri Kontiola nedal - 1:2, | Diváků: 9 258 Rozhodčí: Chris Savage Patrik Sjöberg Čárový/í rozhodčí: Daniel Bechard Peter Sabelström |

| 20. květen 2010 | Švédsko | 4 – 2                   | Dánsko | SAP Arena, Mannheim |
| 16:15           | Švédsko | (1 - 0 , 2 - 1 , 1 - 1) | Dánsko |                     |

| Souhrn zápasu Report | Souhrn zápasu Report | Souhrn zápasu Report | Souhrn zápasu Report | Souhrn zápasu Report |
| -------------------- | -------------------- | -------------------- | -------------------- | -------------------- |
|                      |                      |                      |                      | Diváků: 3 487        |

| 20. květen 2010 | Švýcarsko | 0 – 1                   | Německo | SAP Arena, Mannheim |
| 20:15           | Švýcarsko | (0 – 0 , 0 – 1 , 0 – 0) | Německo |                     |

| Souhrn zápasu Report | Souhrn zápasu Report | Souhrn zápasu Report | Souhrn zápasu Report | Souhrn zápasu Report |
| -------------------- | -------------------- | -------------------- | -------------------- | -------------------- |
|                      |                      |                      |                      | Diváků: 12 500       |

| 20. květen 2010 | Rusko | 5 – 2                   | Kanada | Lanxess Arena, Kolín nad Rýnem |
| 20:15           | Rusko | (1 - 0 , 2 - 0 , 2 - 2) | Kanada |                                |

| Souhrn zápasu Report | Souhrn zápasu Report | Souhrn zápasu Report | Souhrn zápasu Report | Souhrn zápasu Report |
| -------------------- | -------------------- | -------------------- | -------------------- | -------------------- |
|                      |                      |                      |                      | Diváků: 12 274       |

### Semifinále
| 22. květen 2010 | Švédsko | 2 – 3 SN                        | Česko | Lanxess Arena, Kolín nad Rýnem |
| 14:00           | Švédsko | (1 – 1 , 1 – 0 , 0 – 1 , 0 – 0) | Česko |                                |

| Souhrn zápasu Report | Souhrn zápasu Report                      | Souhrn zápasu Report | Souhrn zápasu Report                                                                       | Souhrn zápasu Report                                                                                |
| -------------------- | ----------------------------------------- | -------------------- | ------------------------------------------------------------------------------------------ | --------------------------------------------------------------------------------------------------- |
|                      | 08:29' Johan Harju 31:25' Andreas Enquist |                      | 17:28' Tomáš Mojžíš 59:52' Karel Rachůnek rozhodující samostatný nájezd proměnil Jan Marek | Diváků: 13 437 Rozhodčí: Rick Looker Chris Savage Čárový/í rozhodčí: Ivan Dedjoulia Miroslav Valach |

| 22. květen 2010 | Rusko | 2 – 1                   | Německo | Lanxess Arena, Kolín nad Rýnem |
| 18:00           | Rusko | (0 – 1 , 1 – 0 , 1 – 0) | Německo |                                |

| Souhrn zápasu Report | Souhrn zápasu Report                       | Souhrn zápasu Report | Souhrn zápasu Report | Souhrn zápasu Report                                                                                   |
| -------------------- | ------------------------------------------ | -------------------- | -------------------- | --- |
|                      | 31:07' Jevgenij Malkin 58:10' Pavel Dacjuk |                      | 15:30' Marcel Goc    | Diváků: 18 734 Rozhodčí: Vladimír Baluška Jari Levonen Čárový/í rozhodčí: Roger Arm František Kalivoda |

### Zápas o 3. místo
| 23. květen 2010 | Švédsko | 3 – 1                   | Německo | Lanxess Arena, Kolín nad Rýnem |
| 16:15           | Švédsko | (1 - 0 , 0 - 1 , 2 - 0) | Německo |                                |

| Souhrn zápasu Report | Souhrn zápasu Report | Souhrn zápasu Report | Souhrn zápasu Report | Souhrn zápasu Report                                                                                  |
| -------------------- | -------------------- | -------------------- | -------------------- | --- |
|                      |                      |                      |                      | Diváků: 15,873 Rozhodčí: Chris Savage Vladimír Šindler Čárový/í rozhodčí: Jussi Terho Miroslav Valach |

### Finále
| 23. květen 2010 | Rusko | 1 – 2                   | Česko | Lanxess Arena, Kolín nad Rýnem |
| 20:30           | Rusko | (0 - 1 , 0 - 1 , 1 - 0) | Česko |                                |

| Souhrn zápasu Report | Souhrn zápasu Report | Souhrn zápasu Report | Souhrn zápasu Report                    | Souhrn zápasu Report                                                                                |
| -------------------- | -------------------- | -------------------- | --------------------------------------- | --------------------------------------------------------------------------------------------------- |
|                      | 59:25' Pavel Dacjuk  |                      | 0:20' Jakub Klepiš 38:13' Tomáš Rolinek | Diváků: 19 132 Rozhodčí: Vladimír Baluška Jari Levonen Čárový/í rozhodčí: David Brown Tobias Wehrli |

## Konečné pořadí

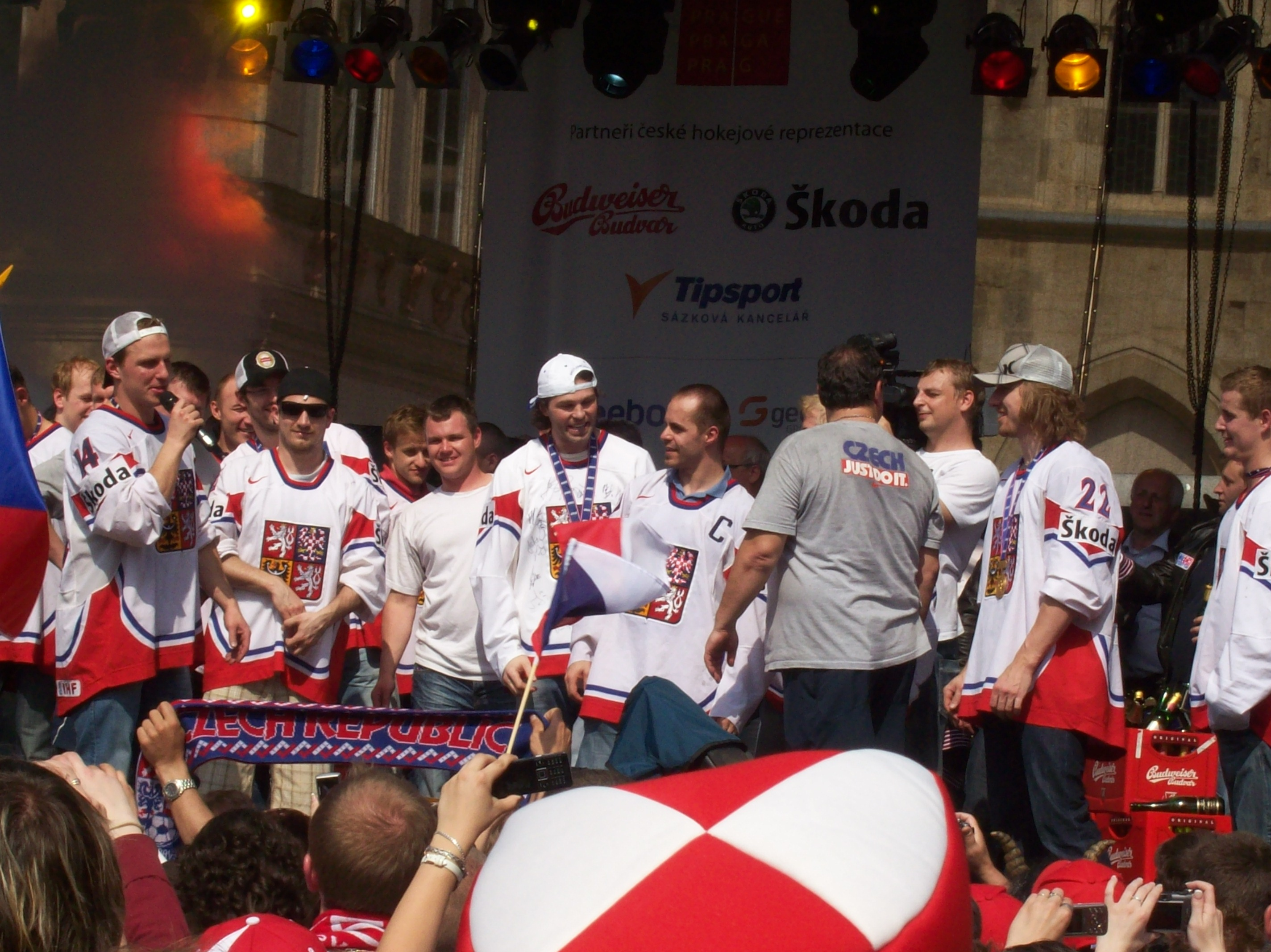
Fanoušci vítají mistry světa 2010 na Staroměstském náměstí v Praze

| 74. | Mistrovství světa | Z | V | VP | PP | P | Skóre | B  | Soupisky |
| --- | ----------------- | - | - | -- | -- | - | ----- | -- | -------- |
| 1.  | Česko             | 9 | 5 | 2  | 0  | 2 | 25:16 | 19 | Soupiska |
| 2.  | Rusko             | 9 | 8 | 0  | 0  | 1 | 32:11 | 24 | Soupiska |
| 3.  | Švédsko           | 9 | 7 | 0  | 1  | 1 | 30:15 | 22 | Soupiska |
| 4.  | Německo           | 9 | 3 | 1  | 1  | 4 | 13:14 | 12 | Soupiska |
| 5.  | Švýcarsko         | 7 | 4 | 0  | 0  | 3 | 15:13 | 12 | Soupiska |
| 6.  | Finsko            | 7 | 4 | 0  | 1  | 2 | 13:15 | 13 | Soupiska |
| 7.  | Kanada            | 7 | 3 | 0  | 0  | 4 | 29:18 | 9  | Soupiska |
| 8.  | Dánsko            | 7 | 2 | 1  | 0  | 4 | 17:17 | 8  | Soupiska |
| 9.  | Norsko            | 6 | 3 | 0  | 0  | 3 | 14:27 | 9  | Soupiska |
| 10. | Bělorusko         | 6 | 2 | 1  | 0  | 3 | 12:13 | 8  | Soupiska |
| 11. | Lotyšsko          | 6 | 2 | 0  | 0  | 4 | 15:18 | 6  | Soupiska |
| 12. | Slovensko         | 6 | 2 | 0  | 0  | 4 | 13:19 | 6  | Soupiska |
| 13. | USA               | 6 | 2 | 1  | 2  | 1 | 21:9  | 10 | Soupiska |
| 14. | Francie           | 6 | 2 | 0  | 0  | 4 | 12:22 | 6  | Soupiska |
| 15. | Itálie            | 6 | 1 | 0  | 1  | 4 | 8:19  | 4  | Soupiska |
| 16. | Kazachstán        | 6 | 0 | 0  | 0  | 6 | 8:31  | 0  | Soupiska |

| Sestupují do 1. divize pro rok 2011:                   | Itálie a Kazachstán  |
| Postupují z 1. divize do turnaje MS Elit pro rok 2011: | Rakousko a Slovinsko |

## Statistiky a hodnocení hráčů

### Nejlepší hráči podle direktoriátu IIHF
| Pozice  | Hráč             |
| ------- | ---------------- |
| Brankář | Dennis Endras    |
| Obránce | Petteri Nummelin |
| Útočník | Pavel Dacjuk     |

### All Stars
| Pozice          | Hráč              |
| --------------- | ----------------- |
| Brankář         | Dennis Endras     |
| Levý obránce    | Petteri Nummelin  |
| Pravý obránce   | Christian Ehrhoff |
| Levé křídlo     | Magnus Pääjärvi   |
| Střední útočník | Jevgenij Malkin   |
| Pravé křídlo    | Pavel Dacjuk      |

### Kanadské bodování
Toto je pořadí hráčů podle dosažených bodů, za jeden vstřelený gól nebo přihrávku na gól hráč získává jeden bod.
| Hráč             | Záp. | G | P  | Body | +/− | PTM | Poz. |
| ---------------- | ---- | - | -- | ---- | --- | --- | ---- |
| Ilja Kovalčuk    | 9    | 2 | 10 | 12   | +8  | 2   | FW   |
| Brandon Dubinsky | 6    | 3 | 7  | 10   | +3  | 2   | FW   |
| Magnus Pääjärvi  | 9    | 5 | 4  | 9    | +8  | 2   | FW   |
| Ray Whitney      | 7    | 2 | 6  | 8    | 0   | 0   | FW   |
| John Tavares     | 7    | 7 | 0  | 7    | +2  | 6   | FW   |
| Pavel Dacjuk     | 6    | 6 | 1  | 7    | +6  | 0   | FW   |
| Jevgenij Malkin  | 5    | 5 | 2  | 7    | +6  | 10  | FW   |
| Matt Duchene     | 7    | 4 | 3  | 7    | +5  | 0   | FW   |
| Maxim Afinogenov | 9    | 3 | 4  | 7    | +7  | 18  | FW   |
| Jaromír Jágr     | 9    | 3 | 4  | 7    | +1  | 12  | FW   |
| Jakub Klepiš     | 9    | 3 | 4  | 7    | −1  | 8   | FW   |

Záp. = Odehrané zápasy; G = Góly; P = Přihrávky; Body = Body; +/− = Plus/Minus; PTM = Počet trestných minut; Poz. = Pozice
Zdroj: IIHF.com

### Hodnocení brankářů
Pořadí nejlepších pěti brankářů na mistrovství podle úspěšnosti zásahů v procentech, brankář musí mít odehráno minimálně 40 % hrací doby za svůj tým.
| Hráč              | Čas    | SNB | OG | PGZ  | Úsp%  | Prod. |
| ----------------- | ------ | --- | -- | ---- | ----- | ----- |
| Dennis Endras     | 364:06 | 181 | 7  | 1.15 | 96.13 | 1     |
| Semjon Varlamov   | 297:53 | 135 | 7  | 1.41 | 95.07 | 1     |
| Daniel Bellissimo | 263:51 | 172 | 9  | 2.05 | 94.77 | 0     |
| Tomáš Vokoun      | 496:27 | 234 | 13 | 1.57 | 94.44 | 0     |
| Andrèj Mezin      | 183:57 | 104 | 6  | 1.96 | 94.23 | 0     |

Čas = Čas na ledě (minuty:sekundy); SNB = Střely na branku; OG = Obdržené góly; PGZ = Průměr gólů na zápas; Úsp% = Procento úspěšných zásahů; Prod. = Prodloužení
Zdroj: IIHF.com

## Rozhodčí
IIHF vybralo pro tento turnaj 16 hlavních a 16 čárových rozhodčích.

### Hlavní sudí
- Vladimír Baluška
- Ole Stian Hansen
- Rafael Kadyrov
- Daniel Konc
- Tom Laaksonen
- Jari Levonen
- Rick Looker
- Milan Minář
- Marc Muylaert
- Konstantin Olenin
- Sören Persson
- Daniel Piechaczek
- Chris Savage
- Vladimír Šindler
- Patrik Sjöberg
- Tom Sterns

### Čároví sudí
- Roger Arm
- Daniel Bechard
- Eric Bouguin
- David Brown
- Ivan Dedioulia
- Ansis Eglītis
- Thomas Gemeinhardt
- Konstantin Gordenko
- František Kalivoda
- Christian Kaspar
- Andreas Kowert
- Peter Sabelström
- Anton Semjonov
- Jussi Terho
- Miroslav Valach
- Tobias Wehrli